# Joseph Schmitt
Georg Adam Joseph Schmitt, född (döpt den 18 mars) 1734 i Gernsheim, död den 28 maj 1791 i Amsterdam, var en tysk violinist och tonsättare, verksam i Nederländerna. Han har kallats "den nederländske Haydn".
Schmitt var som ung cisterciensermunk i abbotstiftet Eberbach i Rheingau. Han lämnade det andliga ståndet och begav sig till Amsterdam, där han gifte sig och anlade en musikhandel och ett nottryckeri. Schmitt utgav på eget förlag symfonier, stråkkvartetter och trior, konserter för åtskilliga instrument, kvartetter för piano, flöjt, violin och violoncell och en violinskola med mera.